# Papaipema stenocelis
Papaipema stenocelis là một loài bướm đêm trong họ Noctuidae.